# Falling Down (canción de Scarlett Johansson)
Falling Down es el primer sencillo del álbum debut Anywhere I Lay My Head de la actriz y cantante Scarlett Johansson. Fue lanzado el 8 de abril del 2008 por Atco Records.

## Información
La canción es original de Tom Waits de su álbum Big Time, el cual la cantante versionó, la cual cuenta con la participación de David Bowie en los coros.

## Video musical
El video musical fue dirigido por  el nominado al Óscar por la película Capote Bennet Miller, el cual muestra a la cantante-actriz viajando a algún lado masticando un chicle, y llegando a una sesión de maquillaje, mostrando sus dos caras, la más natural de una chica de 23 años, y la de la estrella que ha sido imagen de varias campañas publicitarias

## Lista de canciones
CD Sencillo,
1. Falling Down (Tom Waits)
2. Yesterday Is Here (Kathleen Brennan, Tom Waits)

Descarga digital
1. Falling Down

## Charts
| Año  | Chart   | Posición |
| ---- | ------- | -------- |
| 2008 | Bélgica | 23       |
| 2008 | Suiza   | 70       |

## Créditos
Créditos
- Artwork por [Portada] – Brea Souders
- Artwork por [Ilustraciones] – Brett Westfall
- Diseño – Paul McMenamin
- Fotografía [Adicional] – Getty Images
- Fotografía [Portada trasera] – David Andrew Sitek
- Productor – David Andrew Sitek